# Bill Anderson (calciatore)
Bill Anderson, all'anagrafe William Anderson (High Westwood, 12 gennaio 1913 – Radcliffe-on-Trent, 19 febbraio 1986) è stato un allenatore di calcio e calciatore inglese, di ruolo centrocampista.

## Carriera

### Giocatore
Nella stagione 1933-1934 ha giocato nella prima divisione inglese con lo Sheffield Utd, con cui nella stagione 1934-1935 ha invece giocato in seconda divisione, categoria nella quale ha anche giocato 14 partite con la maglia del Barnsley. In seguito ha trascorso una stagione nell'Hartlepool Utd, in terza divisione.

### Allenatore
Ha allenato il Lincoln City dal 1º gennaio 1946 al 1º gennaio 1965, ottenendo 307 vittorie, 189 pareggi e 359 sconfitte in 855 partite allenate alla guida degli Imps; in particolare, ha vinto per due volte il campionato di terza divisione (nelle stagioni 1947-1948 e 1951-1952), trascorrendo in totale dieci stagioni in seconda divisione: nella stagione 1948-1949 terminò infatti il campionato all'ultimo posto in classifica ritornando immediatamente in terza divisione, mentre dopo la promozione del 1952 ha mantenuto la categoria per nove campionati consecutivi, fino ad una nuova retrocessione in terza divisione al termine della Second Division 1960-1961, a seguito della quale è rimasto comunque alla guida del club, mantenendo l'incarico nonostante una seconda retrocessione consecutiva, che portò il Lincoln City a trascorrere la stagione 1962-1963 in quarta divisione, categoria in cui poi Anderson ha continuato ad allenare fino alle sue dimissioni

## Palmarès

### Allenatore

#### Competizioni nazionali
- Third Division North: 2

Lincoln City: 1947-1948, 1951-1952

#### Competizioni regionali
- Lincolnshire Senior Cup: 6

Lincoln City: 1947-1948, 1948-1949, 1950-1951, 1955-1956, 1961-1962, 1963-1964